# Bitwa morska pod Drepanum
Bitwa morska pod Drepanum – bitwa, która miała miejsce w r. 249 p.n.e. podczas I wojny punickiej.

## Tło
Podczas oblężenia Lilibeum w roku 250 p.n.e. flota rzymska w sile 200 penter zablokowała miasto od strony morza. Wódz kartagiński Hamilkar na czele 50 okrętów, przerywając blokadę, zaopatrzył jednak obrońców miasta w broń i żywność, po czym odpłynął do Drepanum. Po kilku miesiącach przygotowań flota kartagińska liczyła 200 jednostek. Dowódca floty kartagińskiej Adherbal zamierzał uderzyć na Rzymian i odblokować Lilybeum. Siłami rzymskimi dowodził Publiusz Klaudiusz Pulcher. Jednak to dowódca rzymski zdecydował się na atak wyprzedzający.

## Bitwa
W roku 249 p.n.e. flota rzymska potajemnie opuściła Lilybeum, kierując się do Drepanum i zaskakując na krótko Kartagińczyków. Adherbalowi udało się wymknąć z portu na czele swojej floty, następnie obchodząc siły rzymskie, uderzył na zdezorientowanego przeciwnika. W walce uwidoczniła się przewaga floty Adherbala. Spychane w kierunku brzegu jednostki rzymskie wpadały na mieliznę i rozbijały się o brzeg. Klaudiusz opuścił w pośpiechu miejsce bitwy z zaledwie 30 okrętami. Łączne straty Rzymian to ok. 180 okrętów i 8000 zabitych. 20 000 ludzi trafiło do niewoli.